# Sobarocephala nigrofacies
Sobarocephala nigrofacies är en tvåvingeart som beskrevs av Soos 1962. Sobarocephala nigrofacies ingår i släktet Sobarocephala och familjen träflugor. Inga underarter finns listade i Catalogue of Life.